# Självporträtt (Gentileschi)
Självporträtt kan avse flera oljemålningar av den italienska barockkonstnären Artemisia Gentileschi. Gentileschi använde ofta sig själv som modell även i religiösa och historiska målningar, såsom Danaë och Susanna och gubbarna.
Gentileschi målade åtminstone tre självporträtt i mitten av 1610-talet. De utfördes i Florens dit hon flyttat omkring 1615 efter en uppslitande våldtäktsrättegång i Rom. I Självporträtt som kvinnlig martyr (privat ägo i New York) och i Självporträtt som den heliga Katarina av Alexandria (National Gallery, London) håller hon en palmkvist i handen vilken symboliserar martyrskap. Den egyptiska jungfrun Katarina av Alexandria led martyrdöden på grund av sin kristna tro. Enligt legenden försökte man först döda henne med ett spikförsett hjul som därför blivit helgonets attribut. Gentileschi avbildade Katarina av Alexandria flera gånger, bland annat i en version utställd på Uffizierna som är mycket lik Londonversionen samt en version utställd på Nationalmuseum i Stockholm. Londonversionen återupptäcktes 2017 och förvärvades året därpå av National Gallery.
Självporträtt som lutspelerska är det tredje självporträttet från 1610-talet och avbildar henne i en praktfull klänning spelandes luta. Hon möter betraktarens blick, vilket tillsammans med den lågt skurna klänningen ger henne en självsäker och utmanande utstrålning. Gentileschi gick i lära hos sin far Orazio Gentileschi som var en caravaggist. Deras stil kännetecknades av dramatiska och realistiska kompositioner och så kallad chiaroscuro, det vill säga starka kontraster mellan ljus och mörker. Cosimo III de' Medici, storhertig av Toscana, förvärvades tavlan av konstnären. Den ingår sedan 2014 i Wadsworth Atheneum Museum of Arts samlingar i Hartford.
Under 1630-talet målade Gentileschi två porträtt av sig själv som konstnär. Självporträtt dateras till perioden 1630–1635 då hon var bosatt i Neapel och är idag utställt på Galleria Nazionale d'Arte Antica (Palazzo Barberini) i Rom. Attribueringen till Gentileschi är omdiskuterad. Självporträtt som allegori över måleriet, även kallad La Pittura, dateras till cirka 1638–1639 då Gentileschi var verksam i England som hovmålare till Karl I. Den ingår ännu i de kungliga samlingarna i Storbritannien och är utställd på Palace of Holyroodhouse i Edinburgh.  

## Relaterade målningar
| Bild | Titel                                                 | År (cirka) | Storlek (cm) | teknik        | Museum                                               | Ort                   | Proveniens                                                                       |
| ---- | ----------------------------------------------------- | ---------- | ------------ | ------------- | ---------------------------------------------------- | --------------------- | -------------------------------------------------------------------------------- |
|      | Självporträtt som kvinnlig martyr                     | 1615       | 31,8 × 24,8  | olja på pannå | Privat ägo                                           | (New York)            |                                                                                  |
|      | Självporträtt som den heliga Katarina av Alexandria   | 1615–1617  | 71,4 × 69    | olja på duk   | National Gallery                                     | London                | Återupptäckt 2017 och förvärvad av National Gallery 2018.                        |
|      | Självporträtt som lutspelerska                        | 1615–1618  | 77,5 x 71,8  | olja på duk   | Wadsworth Atheneum Museum of Art                     | Hartford, Connecticut | Troligen utförd för Cosimo III de' Medici. Förvärvad 2014 av Wadsworth Atheneum. |
|      | Självporträtt                                         | 1630–1635  | 98 x 74,5    | olja på duk   | Palazzo Barberini (Galleria Nazionale d'Arte Antica) | Rom                   |                                                                                  |
|      | Självporträtt som allegori över måleriet (La Pittura) | 1638–1639  | 98,6 x 75,2  | olja på duk   | Palace of Holyroodhouse (Royal Collection Trust)     | Edinburgh             | Förvärvad av Karl I.                                                             |